# Scalesia
Scalesia (nombre común lechoso) es un género de la Familia Asteraceae, endémica a las Islas Galápagos. Contiene quince especies que son arbustos o árboles. Esto es notable porque la familia Asteraceae contiene pocos árboles. El nombre del género Scalesia fue derivado de una equivicación del botánico George Arnott Walker-Arnott para honorar a "W. Scales Esq., Cawdor Castle, Elginshire." Después de la publicación del nombre, Arnott descubrió que el nombre debería haber sido 'Stables,' del botánico escocés William Alexander Stables.
Todas de las especies del género tiene madera suave con médula maderea. Estas especies están conocidas como los "pinzones de Darwin de las plantas" porque demuestran un patrón similar de radiación adaptativa.
Una de las especies más grandes y con un rango más extendido es la especie Scalesia pedunculata que crece hasta 15 a 20 metros y alcanza la madurez en unos pocos años. Estos árboles generalmente crecen en densos rodales de la misma especie y edad debido a que mueren casi al mismo tiempo y luego una nueva generación de plántulas crecen en el mismo lugar. Los rodales más grandes de Scalesia pedunculata se encuentran en los lados húmedos a barlovento de las islas Santa Cruz, San Cristóbal, Santiago y Floreana, a las altitudes de 400-700 metros por encima del nivel del mar. Los rodales más conocidos y visitados se encuentran en la Santa Cruz en el sitio "Los Gemelos".
Las especies Scalesia atractyloides y S. stewartii son árboles pequeños, muy similares entre sí.